# Mount Conner
Mount Conner är ett berg i Australien. Det ligger i regionen MacDonnell och territoriet Northern Territory, omkring 1 500 kilometer söder om territoriets huvudstad Darwin.
Trakten runt Mount Conner är nära nog obefolkad, med mindre än två invånare per kvadratkilometer.. Det finns inga samhällen i närheten.